# Шофруа

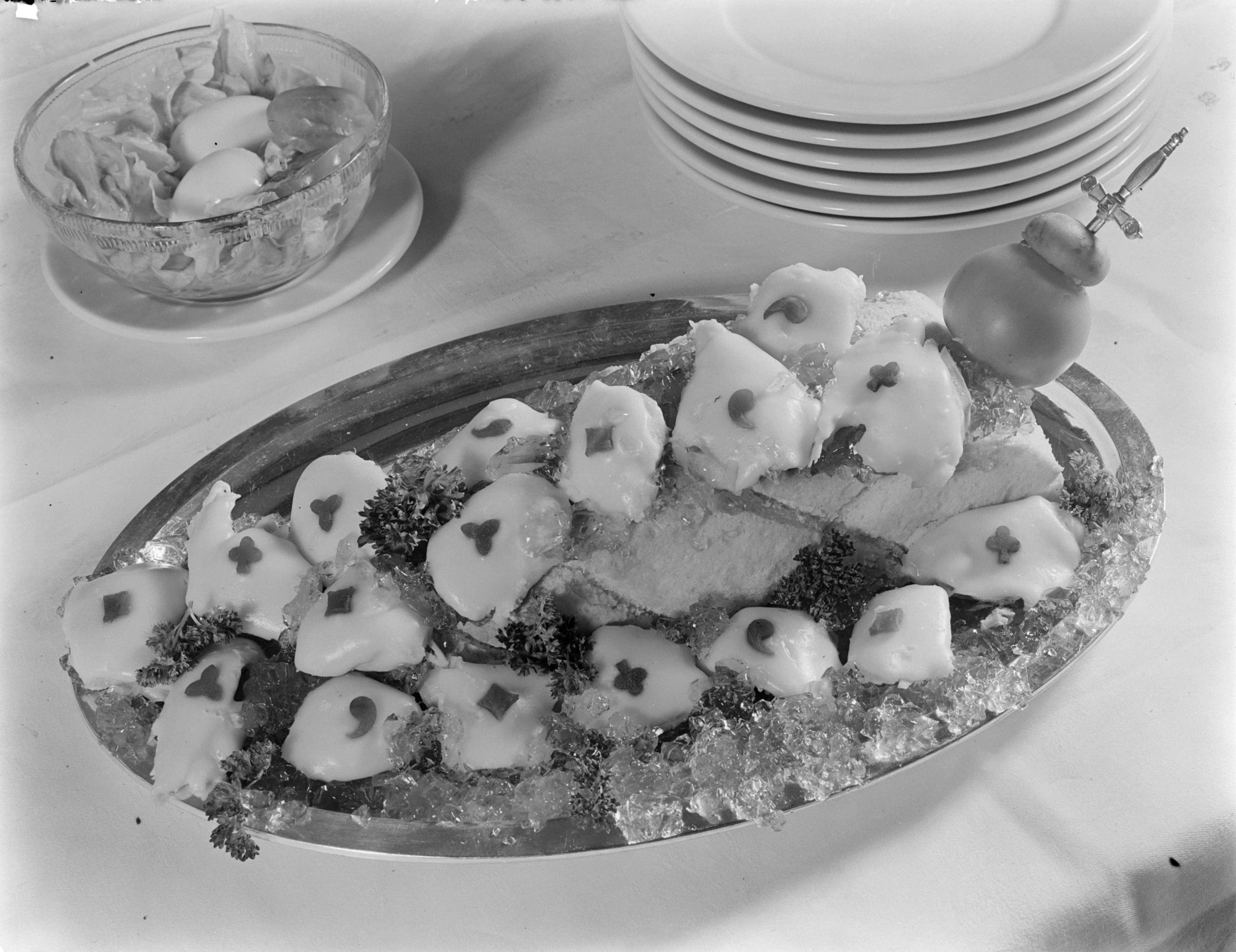
Куриное шофруа в белом соусе. 1936

Обильная закуска, горячий бульон, янтарная, великолепная осетрина, шофруа из перепелов, l’asperge du Nord, в замороженных, ледяных, сверкающих блеском настоящего хрусталя формах, синий огонь пылающего плюм-пудинга, дорогие французские вина, холодное шампанское — всё это вызывало ещё более весёлое настроение у собравшегося общества.
Шофруа́ (фр. chaud-froid — «горячее-холодное») — холодное мясное блюдо французской кухни, определяющим для которого является одноимённый пикантный соус. Название блюда подразумевает, что приготовленное горячим блюдо должно оставаться столь же аппетитным, после остывания. Практически забыто в современной гастрономии. Считается, что блюдо обязано своим появлением случаю, приключившемуся с маршалом наполеоновской Франции Луи Александром Бертье. Военачальника вызвали с ужина, а когда он спустя некоторое время вернулся к столу, его куриное фрикасе уже остыло и застыло. Тем не менее, он его попробовал и остался в восторге, а блюдо с тех пор всегда присутствовало на его праздничном столе.
Шофруа готовят преимущественно из мяса птицы и дичи — остывшего отварного или жареного, в том числе фаршированного филе курятины, утятины или оленины, которое выкладывают нарезанным в формочки и заливают соусом. Имеются рецепты шофруа из рябчиков, куропаток, тетеревов. Соус шофруа готовят на основе бешамель или велуте соединением с ланспиком в равных частях или загущением желатином. Коричневый соус шофруа готовят на основе демиглас с добавлением ланспика и приправляют мадерой, он подходит для заливки мяса и дичи в небольших кусочках. В белый соус шофруа для телятины и птицы на основе велуте и ланспика добавляют сливки и в зависимости от рецепта приправляют хересом и апельсиновой цедрой или томатным пюре с рублеными трюфелями, а также карри, молотыми фисташками и кухонными пряным травами. О. Эскофье в «Кулинарном путеводителе» приводит рецепт изумрудно-зелёного соуса шофруа с огородными травами для медальонов из лосося или филе камбалы. Для праздничного оформления блюда используются крустады. Под соусом шофруа также сервируют каролинки — маленькие эклеры из несладкого заварного теста с пюреобразной начинкой из гусиной печёнки, языка, дичи.